# Community Policing (Schweiz)
Bei Community Policing (CP) geht es im Wesentlichen um die Zusammenarbeit zwischen der Polizei und der Bevölkerung zur Erkennung und Lösung von gemeinschaftlichen Problemen. Dieser anspruchsvolle Ansatz polizeilicher Arbeit setzt ein ungetrübtes Vertrauensverhältnis zwischen der Bevölkerung und ihrer Polizei voraus. Dieses Vertrauen basiert auf einer hohen präventiven Präsenz der Polizei in den Ortschaften, verbunden mit ausgeprägten Orts- und Milieukenntnissen.

## Geschichte
CP stammt aus den USA und ist ein gesamtgesellschaftlicher Ansatz zur Kriminal- und Verkehrsunfallprävention auf kommunaler Ebene. Unter der zunehmenden Motorisierung der Polizei litt der direkte Kontakt zwischen der Bevölkerung und der Polizei. So wurden verschiedene CP-Modelle geschaffen, die auch im Ausland übernommen wurden. Die Deutschschweiz hat deshalb eigene CP-Vorgehensweisen geschaffen, indessen pflegen auch die Westschweizer Korps geeignete Doktrinen, die am ehesten dem amerikanischen „Neighborhood Watching“ gleichen.
Pionierkanton zur Einführung erster CP-Ansätze in der zweiten Hälfte der Neunzigerjahre war Basel-Stadt. Vor allem Stadtpolizeikorps pflegen die CP-Philosophie, da diese eine besondere Bedeutung zum Management des öffentlichen Raumes hat.

## Die 9 Ps
Das in der Schweiz allgemein gebräuchliche, aus den USA stammende, CP-Vorgehen beruht auf den 9 Ps:
Philosophie, persönlich, Polizeiarbeit, Patrouillen, permanent, Polizeiorganisation, proaktiv, Partnerschaft und Problemlösung.

## Präventiver Teil des CP
Prävention wird schematisch betrieben, nach dem „SARA-Verfahren“: Situation erfassen, analysieren, reagieren und auswerten.

## Repressiver Teil des CP
Repression basiert auf der „Broken-windows-Theorie“. Diese geht im Wesentlichen davon aus, dass die „Strassen zurückgewonnen werden müssen“. Eine ergänzende Theorie ist auch „Zero-Tolerance“.